# Encino, Los Angeles
Encino este un cartier în valea San Fernando Valley, nordul orașului Los Angeles, SUA.

## Date geografice
Encino este mărginit la vest de Tarzana, în nord de digul Sepulveda, la est de Sherman Oaks și la sud de Encino Reservoir.

## Date demografice
La recensământul din 2000, populația districtului era 40.946 loc. din care 18,25 % sunt sub 18 ani, iar 20,08 % au vârsta de peste 64 de ani.

## Atracții turistice
- Un velodrom
- Movie-Ranch, un loc unde s-au turnat o serie de filme, premiate cu Oscar

## Personalități marcante
- Jim Boelsen (n. 1951), actor;
- Lisa Kudrow (n. 1963), actriță;
- James Patrick Stuart (n. 1968), actor;
- Bryce Taylor (n. 1986), baschetbalist.